# Alata (film)
Pour les articles homonymes, voir Alata (homonymie).
Pour plus de détails, voir Fiche technique et Distribution.
Alata (titre original anglais : Out in the Dark, en hébreu : עלטה (ʕalaṭah) : « obscurité », en arabe : ظلام (ẓalām) : même sens) est un drame romantique israélien réalisé par Michael Mayer, sorti en 2012.

## Synopsis
Le film raconte les amours contrariées entre Roy, un jeune avocat israélien, et Nimer, un Palestinien qui étudie la psychologie un jour par semaine à Tel Aviv, ce qu’il voit au départ comme un tremplin pour les États-Unis. Le frère de Nimer, Nabil, est un activiste violent et homophobe qui stocke des armes dans la maison familiale à Ramallah.
À l’expiration de sa carte de séjour, Nimer se retrouve clandestin en Israël et refuse d’espionner pour le compte des services de sécurité (le Shabak). Quand sa famille apprend son homosexualité, elle le rejette. Son ami Mustafa est expulsé vers la Cisjordanie, où il est assassiné. Nimer fait face à un dilemme.

## Fiche technique
- Titre : Alata
- Titre original : Out in the Dark
- Réalisation : Michael Mayer
- Scénario : Yael Shafrir et Michael Mayer
- Directeur de la photographie : Ran Aviad
- Montage : Maria Gonzales
- Musique : Mark Holden et Michael Lopez
- Producteur : Michael Mayer et Lihu Roter
- Production : Israel Film Fund, M7200 Productions, Channel 10 et Periscope Productions
- Distribution : Outplay
- Pays :  Israël
- Genre : Drame romantique
- Durée : 1 h 36
- Sortie :
  -  Canada : 7 septembre 2012
  -  États-Unis : 13 octobre 2012
  -  Israël : 28 février 2013
  -  France : 22 mai 2013
  -  Royaume-Uni : 5 juillet 2013

## Distribution
- Nicholas Jacob : Nimer Mashrawi
- Michael Aloni : Roy Schaefer
- Jamil Khoury : Nabil Mashrawi, le frère de Nimer
- Loai Nofi : Mustafa Na'amne, un ami de Nimer
- Shimon Mimran : Daniel
- Moris Cohen : Shabak 1
- Tal Elimelech : Shabak 2
- Majd Bitar : Bashar
- Khawlah Hag-Debsy : Hiam Mashrawi, la mère de Nimer (comme Khawlah Haj)
- Maysa Daw : Abir Mashrawi, la sœur de Nimer

## Récompenses
- Festival international du film de Haïfa 2012 : prix de la compétition du film israélien du meilleur long métrage[1]
- FilmOut San Diego Festival 2013 : meilleur premier film, meilleur film international[1]
- Festival international du film de Guadalajara 2013 : mention spéciale du prix Mayahuel pour Michael Mayer[1]
- Festival du film juif de Berlin 2013 : prix du public[1]
- Festival du film gay et lesbien de Miami 2013 : meilleur film[1]
- Philadelphia QFest 2013 : prix du public[1]